# John Prince (biógrafo)
Rev. John Prince (1643–1723), vicario de Totnes y Berry Pomeroy en Devon, Inglaterra, fue un biógrafo. Es mejor conocido por su obra "Worthies of Devon", una serie de biografías de notables nacidos en Devon que abarca desde el período anterior a la Conquista Normanda hasta su propia era. Se convirtió en el sujeto de un escándalo sexual, cuyos registros judiciales fueron convertidos en un libro en 2001 y una obra de teatro en 2005.

## Orígenes
John Prince nació en 1643 en una casa de campo (ahora llamada Abadía de Prince) en el sitio de la Abadía de Newenham, en la parroquia de Axminster, Devon. Era el hijo mayor de Bernard Prince (fallecido en 1689) (a quien John erigió un monumento en la Iglesia de Axminster) y de su primera esposa Mary Crocker, hija de John Crocker, de la antigua familia Crocker asentada en Lyneham House en la parroquia de Yealmpton, Devon. Lyneham fue, después de Hele, el segundo hogar conocido más antiguo de la familia Crocker, una de las más antiguas de Devon según la rima tradicional citada por el propio Prince, a la que llamó "esa vieja leyenda a menudo usada entre nosotros en el discurso":

Crocker, Cruwys, y Coplestone,

Cuando llegó el Conquistador, estaban en casa.

John Prince tenía una conexión familiar con su gran contemporáneo John Churchill, I duque de Marlborough (1650–1722). El padre de Prince, Bernard Prince, se casó en segundas nupcias (como su segundo esposo) con Jane Drake, una hija de Philip Drake de Salcombe, tercero en descendencia de John Drake de Axmouth, padre de John Drake (fallecido en 1558) de Ash, en la parroquia de Musbury. Jane era, por lo tanto, prima tercera de Sir John Drake (fallecido en 1636) de Ash, padre de Sir John Drake, I baronet (fallecido en 1669), cuya hermana era Elizabeth Drake, madre de John Churchill, I duque de Marlborough (1650–1722). Sir John Drake, I baronet (fallecido en 1669) fue el padrino de John Prince, y uno de los "Worthies" de Prince fue Sir Bernard Drake (fallecido en 1586) de Ash, hijo de John Drake (fallecido en 1558).

## Carrera
Fue educado en el Brasenose College, Oxford, y se convirtió en sacristán de Bideford. Luego se convirtió en ministro de la Iglesia de San Martín en Exeter. Fue vicario de la Iglesia de Santa María en Totnes desde 1675 hasta 1681, cuando, a invitación del Duque de Somerset, fue nombrado vicario de la Iglesia de Santa María en Berry Pomeroy, un cargo que ocupó durante más de cuarenta años. Aquí parece haber autorizado muchos trabajos de construcción, ya que la iglesia y el vicariato tienen varias características de la época.

## Los "Worthies" de Devon
Mientras estaba en Berry Pomeroy, el Príncipe trabajó en su magnum opus: una biografía de las muchas figuras notables de su condado natal, que probablemente terminó en 1697. El libro tenía 600 páginas, con grabados en madera para ilustrar las 191 biografías, y tuvo dificultades para ser publicado porque la mayoría de los editores capaces de manejar un libro tan grande estaban en Londres o Oxbridge. La financiación también fue un problema, ya que un escándalo (ver más abajo) lo había privado temporalmente de su sustento. El impresor se vio obligado a buscar suscriptores, mientras el libro languidecía durante cuatro años. Fue publicado por primera vez en 1701 bajo el título,

Danmonii Orientales Illustres: o los Ilustres de Devon. Una obra donde se recuerdan las vidas y fortunas de los más famosos eclesiásticos, estadistas, espadachines, médicos, escritores y otras personas eminentes, nativos de esa provincia más noble desde antes de la Conquista Norman, hasta la época actual, en orden alfabético de los autores más aprobados, tanto impresos como manuscritos. En ella se da cuenta, no solo de varias personas muy meritorias (muchas de las cuales nunca antes se habían hecho públicas), sino también de varias familias antiguas y nobles; sus asientos y moradas; la distancia que guardan respecto a las siguientes grandes ciudades; sus escudos de armas cortados limpiamente; con otras cosas, no menos provechosas que placenteras y deleitables.

Los Dumnonii, Danmonii o Dumnones eran una tribu celta británica que habitaba Dumnonia, la península que ahora contiene en su oeste el condado de Cornualles y en su este Devon. El título latino de Prince significa "Ilustres Dumnonii del Este".
Es evidente que Prince fue demasiado ambicioso en su trabajo. Las entradas alfabéticas de A a H ocupan la mitad del libro, mientras que de L a Z se aprietan en el último cuarto, ya que los problemas de dinero tuvieron su efecto en sus inclusiones. Un segundo volumen, detallando 115 entradas elegidas por Prince para compensar el desequilibrio, nunca fue publicado, aunque existe un manuscrito en la Oficina de Registros de Devon. Este manuscrito fue discutido, y sus biografías listadas, por J. Brooking-Rowe en un artículo en el volumen de 1900 de las Transacciones de la Asociación de Devon.

## Ediciones
Una edición adicional fue publicada en 1810 por Edward Upham, Exeter y Longman and Hurst, Rees and Orme, Londres, impresa para Rees and Curtis, Plymouth. Estaba dedicada a "El Muy Honorable Hugh Fortescue, I conde de Fortescue, Vizconde Ebrington y Barón Fortescue de Castle Hill, Teniente de Gobernador y Custos Rotulorum del Condado de Devon", cuyos "ancestros reclaman un lugar distinguido" en la obra. Fue financiada por suscripción, con una lista de suscriptores incluida después de la lista de contenidos.

## Matrimonio
Prince se casó con Gertrude Salter (1644–1725), la hija menor de Anthony Salter, un médico de Exeter, y su esposa Gertrude Acland, hija de John Acland (fallecido en 1641), del barrio de St Olave, Exeter, quien fue alcalde de Exeter en 1627. Prince incluyó en sus "Ilustres" a un tío y un bisabuelo de su esposa. John Acland fue el segundo hijo de Baldwin Acland (fallecido en 1572) de Hawkridge, Chittlehampton, una rama menor de la prominente familia Acland que se originó en Acland, Landkey, North Devon, posteriormente establecida en Killerton. El hermano mayor de Gertrude Acland fue Baldwin Acland (1607–1672), Tesorero de la Catedral de Exeter, a quien Prince nombró uno de sus "Ilustres de Devon", una biografía que él denominó un "monumento esbelto a la memoria de un buen hombre y un digno eclesiástico". La madre de Gertrude fue Elizabeth Duck, hermana de Nicholas Duck (1570–1628), Registrador de Exeter, a quien Prince también incluyó entre sus Ilustres, cuya biografía también contenía una biografía sustancial de su otro hermano menor, Arthur Duck (1580–1649), un abogado y miembro del parlamento.

### Escándalo sexual

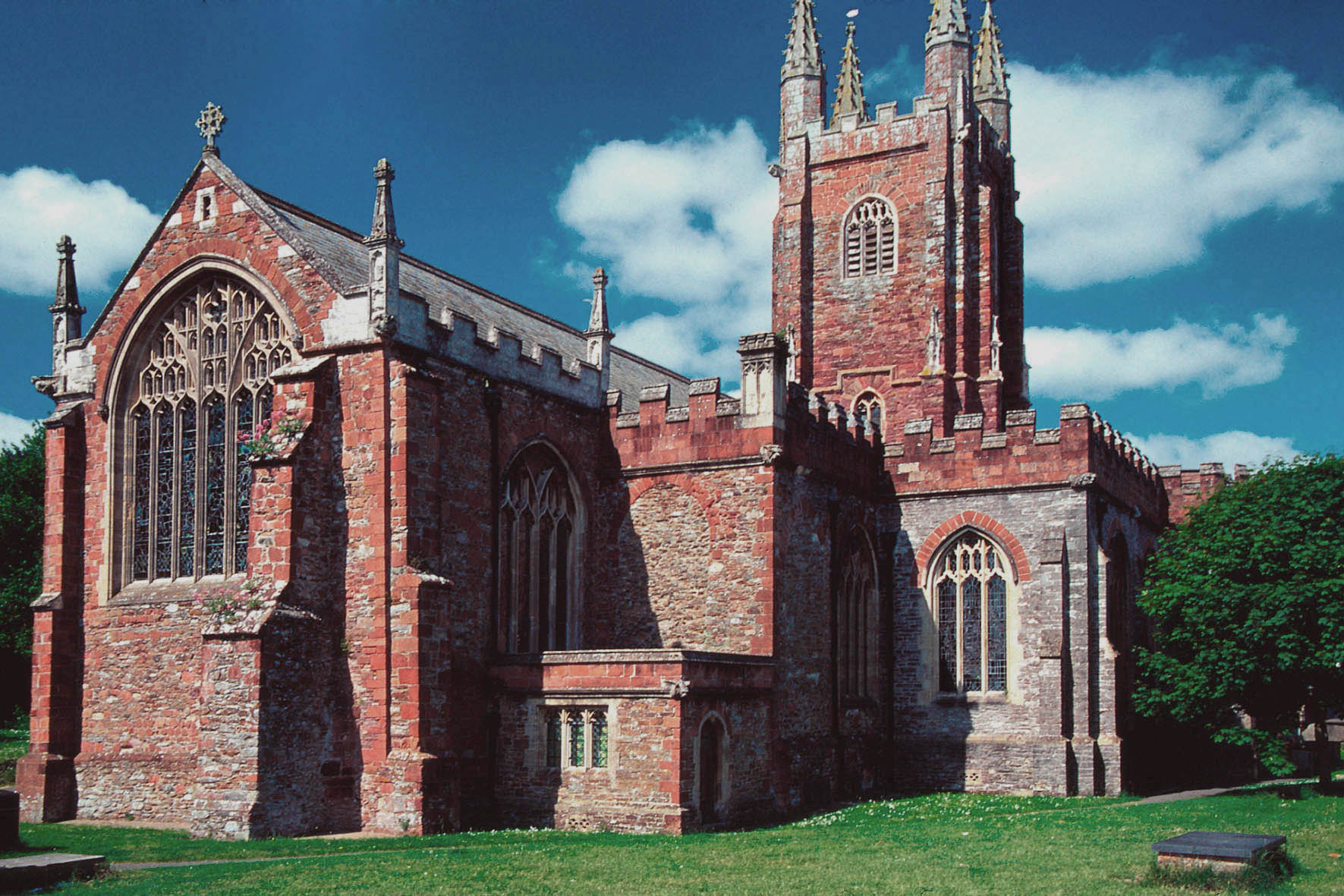
St Marys Church en Totnes

En 2001, Todd Gray publicó las declaraciones judiciales del juicio eclesiástico de Prince como "La Curiosa Aventura Sexual del Reverendo John Prince", lo que despertó interés en Prince. Fue mientras servía como vicario de Berry Pomeroy que ocurrió un escándalo. En abril de 1699, Prince organizó una reunión con una mujer local, Mary Southcote, en la sala trasera de una posada. Su ligue fue presenciado a través de una ventana rota, fueron interrumpidos y un caso judicial siguió más tarde ese año. Sin embargo, a pesar de muchas declaraciones en su contra, se permitió a Prince conservar su puesto (del cual había sido suspendido), ya que se consideraba que los principales testigos eran poco confiables. Regresó a Berry Pomeroy y vivió sus años como vicario. Una placa en la iglesia de St Mary en Totnes afirma que estaba bien conectado, y es posible que el juicio fuera preparado por sus enemigos. Los registros del juicio no se habían publicado hasta ahora, en parte debido al lenguaje grosero utilizado por algunos de los testigos; no fue hasta la era moderna que dicho lenguaje se volvió menos impactante y pudo ser incluido en una obra popular. En 2005, el libro fue adaptado como una obra de teatro, "El Cuento de John Prince", que fue interpretada por la compañía de teatro South Devon Players en 2006, en dos lugares relevantes para la historia: el Hotel Seven Sisters en Totnes (al lado del antiguo sitio de la posada Angel); y también en la iglesia de Berry Pomeroy.